# Kreminna
Kreminna er en by i Luhansk oblast i den østlige del af Ukraine med cirka 18.000 indbyggere (2021). Kreminna er administrationscentrum for Rajonen med det samme navn.
Byen er beliggende ved bredden af bifloden Krasna i regionen Donbass i den sydlige del af Rajon Kreminna 130 km nordvest for Luhansk Oblsts centrum. Der er 50 km til den nærmeste storby Severodonetsk.

## Historie
Fra april til november 1918 var byen besat af østrigske-tyske styrker.
Den 28. oktober 1938 fik Kreminna bystatus. Den 10. juli 1942 blev den besat af den tyske Værnemagt, og den 31. januar 1943, efter hårde kampe, befriet af den Den Røde Hær.
Under Ruslands invasion af Ukraine i april 2022 blev Kreminna besat af Ruslands militær.